# Central Elgin
Central Elgin es un municipio canadiense situado en la provincia de Ontario.

## Superficie
Central Elgin tiene una superficie de 279,87 km².

## Demografía
En 2021, tenía 13 746 habitantes, una densidad poblacional de 49,1 hab./km², y 5845 viviendas.